# Naperville (Illinois)
Naperville je grad u američkoj saveznoj državi Ilinois. Prema popisu stanovništva iz 2010. u njemu je živjelo 141.853 stanovnika.